# پر فراندسن
پر فراندسن (انگلیسی: Per Frandsen؛ زادهٔ ۶ فوریهٔ ۱۹۷۰) یک بازیکن فوتبال اهل دانمارک است.
از باشگاه‌هایی که در آن بازی کرده‌است می‌توان به ویگان اتلتیک، باشگاه فوتبال کپنهاگن، بلکبرن راورز، لیل، و بولتون واندرز اشاره کرد.
وی همچنین در تیم ملی فوتبال دانمارک بازی کرده است.